# Joe Jacobi
Joseph Bennet "Joe" Jacobi (Washington D.C., 26 september 1969) is een Amerikaans kanovaarder gespecialiseerd in slalom.
Jacobi behaalde het grootste succes van zijn carrière met het winnen van olympisch goud met zijn partner Scott Strausbaugh tijdens de spelen van Barcelona.
Tijdens Jacobis tweede olympische deelname in Athene eindigde hij als achtste in de C-2.

## Resultaten

### Olympische Zomerspelen
| Editie | Plaats    | Resultaten    |
| ------ | --------- | ------------- |
| 1992   | Barcelona | C-2 Slalom    |
| 2004   | Athene    | 8e C-2 Slalom |

### Wereldkampioenschappen kanoslalom
| Jaar | Plaats              | Resultaten                         |
| ---- | ------------------- | ---------------------------------- |
| 1987 | Bourg-Saint-Maurice | 17e C-2 Slalom 4e C-2 Slalom team  |
| 1989 | Savage River        | 5e C-2 Slalom 4e C-2 Slalom team   |
| 1991 | Ljubljana           | 6e C-2 Slalom                      |
| 1993 | Mezzana Rabattone   | 35e C-1 Slalom 7e C-1 Slalom team  |
| 1995 | Nottingham          | 36e C-1 Slalom 4e C-1 Slalom team  |
| 1997 | Três Coroas         | 17e C-1 Slalom 8e C-1 Slalom team  |
| 1999 | La Seu d'Urgell     | 28e C-1 Slalom 10e C-1 Slalom team |
| 2002 | Bourg-Saint-Maurice | 25e C-2 Slalom 5e C-2 Slalom team  |
| 2003 | Augsburg            | 9e C-2 Slalom 5e C-2 Slalom team   |

1972: Rolf-Dieter Amend & Walter Hofmann ·
1992: Joe Jacobi & Scott Strausbaugh ·
1996: Franck Adisson & Wilfrid Forgues ·
2000: Pavol Hochschorner & Peter Hochschorner ·
2004: Pavol Hochschorner & Peter Hochschorner ·
2008: Pavol Hochschorner & Peter Hochschorner ·
2012: Tim Baillie & Etienne Stott ·
2016: Ladislav Škantár & Peter Škantár